# دبليو. ستيفن ويلسون
دبليو. ستيفن ويلسون (بالإنجليزية: W. Stephen Wilson) هو رياضياتي أمريكي، ولد في 11 نوفمبر 1946.